# Ia (Heilige)

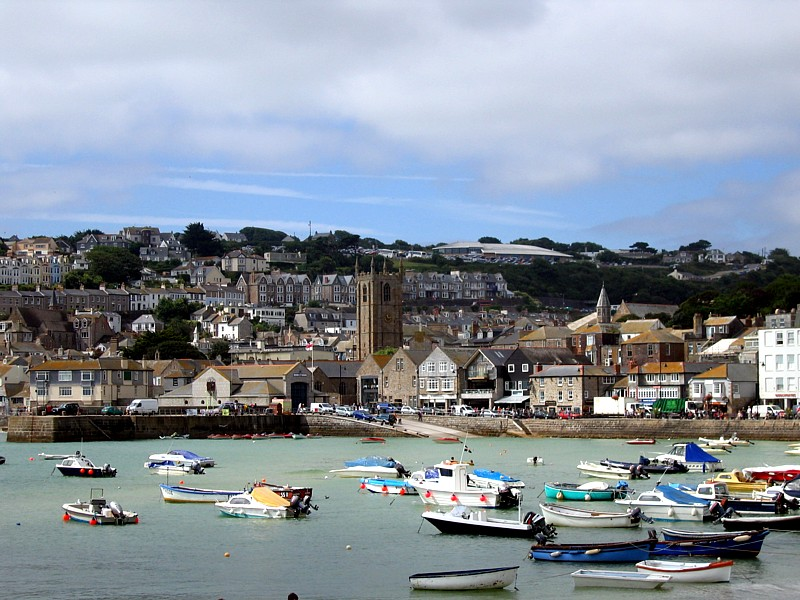
Die Hafenstadt St Ives mit der Ia geweihten Gemeindekirche in der Mitte.

Ia ist eine kornische Heilige, deren Tradition mindestens bis in das 13. Jahrhundert zurückgeht und nach der die Hafenstadt St Ives benannt wurde. Sie ist auch unter den Namen Ives und Hya bekannt. 1284 wurde ihr eine Kapelle geweiht und die später errichtete, bis heute bestehende Gemeindekirche übernahm Ia als Patronin. Ihre Historizität ist nicht belegt. Ihr Gedenktag ist der 3. Februar.
Die älteste erhaltene schriftliche Beschreibung ihres Lebens geht auf die um 1300 durch den bretonischen Kleriker Anselm verfasste Hagiographie über Gwinear zurück. Der Schilderung von Anselm zufolge war Ia eine irische Jungfrau nobler Herkunft, die zu spät die irische Küste erreichte, um Gwinear und seine Begleiter auf ihrer Reise nach Cornwall zu begleiten. In ihrer Verzweiflung ließ sie sich auf dem Strand zu einem Gebet nieder, wonach sie ein kleines auf dem Wasser schwimmendes Blatt entdeckte. Als Ia das Blatt mit ihrem Stab berührte, vergrößerte es sich auf wundersame Weise zu der Größe eines Bootes, das Ia aufnehmen und nach Cornwall bringen konnte, wo sie noch vor Gwinear ankam.
Ein weiterer Hinweis wurde durch John Leland überliefert, der um 1540 Cornwall bereiste. Dabei stieß er auf eine weitere Hagiographie, in der Ia als Schülerin von Barry genannt wird, einem weiteren Heiligen, der von Irland nach Cornwall übersetzte.
Die Begehung ihres Gedenktags, der auf den ersten Sonntag nach dem 3. Februar fällt, ist seit 1429 in St Ives belegt. In der damaligen Gemeindekirche befand sich auch ihr Grab. Venton Ia, eine Quelle in der Nähe des Porthmeor Beach, eines der beiden zu St Ives gehörenden Strände, ist ihr ebenfalls geweiht. Ferner wurde Ia eine Kapelle in Troon bei Camborne zugeeignet. Auch die bretonische Gemeinde Plouyé, deren Name „Gemeinde der Ia“ bedeutet, könnte mit derselben Heiligen in Verbindung stehen.
In dem aus dem 15. Jahrhundert stammenden Text The Vision of William of Stranton in der Fassung der Handschrift Royal 17 B xliii wird der Protagonist auf seinem Weg durch das Purgatorium von zwei Heiligen begleitet, darunter auch Seint Ive, my suster, þat woned in Quitike. Dies wird von einigen Forschern als ein Bezug auf die ebenfalls im Cornwall gelegene Ortschaft Quethiock gesehen und damit möglicherweise als ein Verweis auf Ia.